# Station Lille-Europe
Station Lille-Europe (Frans: Gare de Lille-Europe) is een TGV-station aan de spoorlijn Fretin - Calais-Fréthun, en het op een na grootste treinstation van de Franse stad Rijsel (Frans: Lille), na Station Lille Flandres.

## Geschiedenis
Het station is in april 1994 geopend, na de aanleg van de spoorlijn Fretin - Calais-Fréthun. Oorspronkelijk zou het station in september 1993 geopend worden, maar dit is uitgesteld vanwege de vertraagde opening van de Kanaaltunnel. Het station is voornamelijk bedoeld als doorgangsstation voor de treinen naar het Verenigd Koninkrijk.
Het station is gebouwd op de locatie van een voormalig legerterrein, dat onder andere een heliport omvatte. Tegelijk met het TGV-station is ook het zakencentrum Euralille gebouwd, het op twee na grootste van zijn soort in Frankrijk na La Défense (Parijs) en La Part-Dieu (Lyon).

## Ligging

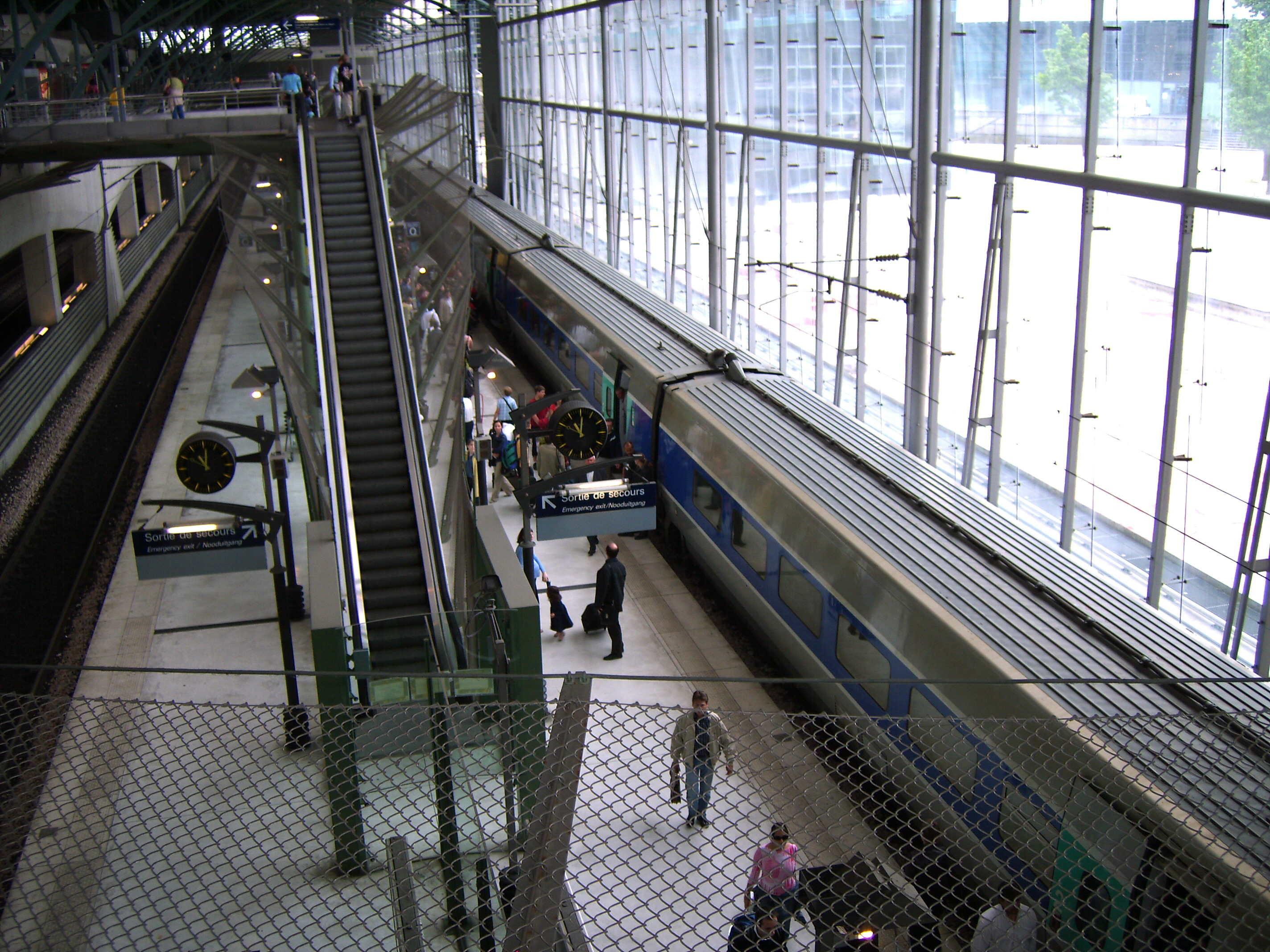
Een van de perrons van het station.

Het station ligt op kilometerpunt 11,741 van de spoorlijn Fretin - Calais-Fréthun. Op zeven kilometer van het station ligt een spoorwegdriehoek, waar deze aansluit op de spoorlijn Gonesse - Lille.
Het station Lille-Europe is niet het hoofdstation van Lille, dat is station Lille-Flandres. Dit station ligt op circa 400 meter van het TGV-station. Overstappende reizigers kunnen de metro nemen of de afstand lopen; de looptijd bedraagt ongeveer vijf minuten.

## Treindienst
| Serie         | Treinsoort          | Route | Bijzonderheden                                                                             |
| ------------- | ------------------- | --- | ------------------------------------------------------------------------------------------ |
| TGV 5000      | TGV (SNCF)          | [ Marseille-Saint-Charles – Avignon TGV – ] / [ Montpellier-Saint-Roch – ] Lyon-Part-Dieu – Aéroport Charles-de-Gaulle 2 TGV – Lille-Europe |                                                                                            |
| TGV 5200      | TGV (SNCF)          | [ [ Nantes – ] / [ Rennes – ] Le Mans – ] / [ Bordeaux-Saint-Jean – Saint-Pierre-des-Corps – ] Massy TGV – Aéroport Charles-de-Gaulle 2 TGV – [ Lille-Europe ] / [ Lille-Flandres ] |                                                                                            |
| TGV 7200      | TGV (SNCF)          | Paris Nord – Arras – [ Lille-Flandres – Tourcoing ] / [ Lille-Europe – Dunkerque ] |                                                                                            |
| TGV 7500      | TGV (SNCF)          | Paris Nord – Lille-Europe – Calais-Fréthun – Boulogne-Ville – Rang-du-Fliers - Verton | 2 treinen per dag tot Rang-du-Fliers - Verton                                              |
| TGV 9800      | TGV (SNCF)          | [ Luxemburg – Thionville – Metz-Ville – Strasbourg-Ville – Mulhouse-Ville – Belfort-Montbéliard TGV – Besançon Franche-Comté TGV – Dijon-Ville – Mâcon-Ville – ] / [ Brussel-Zuid – Lille-Europe – Arras – TGV Haute-Picardie – Aéroport Charles-de-Gaulle 2 TGV – [ Champagne-Ardenne TGV – Meuse TGV – Lorraine TGV – Strasbourg-Ville ] / [ Marne-la-Vallée - Chessy – [ Massy TGV – Le Mans – [ Laval – Rennes ] / [ Angers-Saint-Laud – Nantes ] ] / [ Creusot TGV – ] Lyon-Part-Dieu – [ Avignon TGV – Marseille Saint-Charles ] / [ Montpellier-Saint-Roch – Perpignan ] ] | Dagelijkse verbinding met Montpellier en Marseille. Perpignan - Brussel tweemaal per week. |
| Eurostar 9100 | Eurostar (Eurostar) | Amsterdam Centraal – Rotterdam Centraal – Brussel-Zuid – Lille-Europe – London St Pancras International | Rijdt niet in Nederland in 2025. Wordt mogelijk in de loopt van 2025 weer opgestart.       |

### Eurostar
Lille-Europe ligt aan het hoofdtraject van Eurostar, en wordt dan ook bediend door treinen naar de belangrijke stations Brussel-Zuid en London St Pancras International. De Eurostar-treinen van en naar Paris Nord zijn een uitzondering. Deze Eurostar-treinen stoppen namelijk niet in Lille-Europe, maar passeren het station met 200 km/h via de doorgaande sporen. Afhankelijk van de rit stoppen deze treinen onder andere te Calais-Fréthun, 
Ashford International en/of Ebbsfleet International. Enkele Eurostar-treinen rijden vanuit Londen, met onder andere een tussenstop te Lille-Europe, naar Marne la Vallée-Chessy (Disneyland Paris).
Tijdens de zomermaanden rijdt Eurostar rechtstreeks van en naar het zuiden van Frankrijk. In de rijrichting van Londen maken deze treinen een lange tussenstop in het station van Lille. Deze lange stop wordt uitgevoerd omdat in de Zuid-Franse stations geen faciliteiten zijn voor immigratiecontrole zoals in de andere stations van Eurostar. Alle reizigers moeten de trein verlaten na aankomst te Lille om via de grenscontrole te passeren en vervolgens weer in te stappen.

### TGV
Lille-Europe is een belangrijk TGV-station aan de spoorlijn, en wordt aangedaan door alle TGV-treinen die er langskomen. De meeste treinen hebben in Lille hun begin-/eindpunt, sommige treinen rijden door naar onder andere Brussel-Zuid (kopmaken in Lille), Calais-Ville, Boulogne-Ville, Rang-du-Fliers - Verton of Dunkerque. Na Lille rijden TGV-treinen over de LGV Nord naar het zuiden, waarbij bepaalde treinen stoppen te TGV Haute-Picardie, of de hogesnelheidslijn verlaten en stoppen in Douai, een belangrijk station van het netwerk van TER Nord-Pas-de-Calais. Na een stop te Aéroport Charles-de-Gaulle 2 TGV rijden de treinen afhankelijk van hun eindbestemming door naar Oost- of Zuid-Frankrijk.
Alhoewel de meeste treinen naar Paris Nord vanuit station Lille Flandres vertrekken zijn er ook enkele treinen die via Lille-Europe naar Paris Nord rijden.

### TER GV
Het station is het belangrijkste station van het TER GV-netwerk. Reizigers kunnen onder andere reizen naar Calais-Ville, Boulogne-Ville, Rang-du-Fliers - Verton of Dunkerque.

### Thalys
Sinds april 2014 deed Thalys het station tweemaal per dag aan met de trein Amsterdam - Lille-Europe. Deze verbinding is eind 2018 afgeschaft.